# Ruslan Naursalijew
Ruslan Naursalijew (usbekisch Ruslan Naurzaliyev, kyrillisch Руслан Наурзалиев; * 21. Dezember 1984 in Shirin) ist ein usbekischer Ruderer und zweifacher Olympiateilnehmer.

## Karriere
Ruslan Naursalijew qualifizierte sich mit 19 Jahren bei der asiatischen Qualifikationsregatta mit Sergey Bogdanov im Leichtgewichts-Doppelzweier für die Olympischen Sommerspiele 2004. Bei seiner ersten großen internationalen Regatta, die gleich die Olympischen Sommerspiele in Athen waren, belegte er den fünften Platz im Hoffnungslauf und verpasste damit den Sprung unter die Besten 18 Boote, die in den Finalrennen starten durften. Ein Jahr später belegten die beiden bei den Weltmeisterschaften 2005 den 20. Platz im Leichtgewichts-Doppelzweier. 2006 belegten sie zum Saisonauftakt den 23. Platz im Leichtgewichts-Doppelzweier beim Weltcup in München. Später im Jahr gewann er dann mit Vladimir Chernenko den Titel im Doppelzweier bei den Asienspielen. Zusammen mit Chernenko erreichte er 2007 bei den Weltmeisterschaften den 22. Platz im Doppelzweier.
2008 wechselte er in den Einer und belegte beim Weltcup in Posen den 18. Platz. Im April qualifizierte er sich im Einer bei der asiatischen Qualifikationsregatta in Shanghai erneut für die Olympischen Sommerspiele. Bei den Olympischen Sommerspielen in Peking belegte er den dritten Platz im E-Finale, was in der Endabrechnung den 26. Platz bedeutete. Bei den Weltmeisterschaften 2009 wurde er zusammen mit Vyacheslav Didrih 18. im Doppelzweier. 2010 startete er beim Weltcup in Bled im Einer, schied aber bereits im Vorlauf aus, wo nur die Besten 24 Boote das Viertelfinale erreichten. Später in der Saison gewann er mit Didrih die Silbermedaille bei den Asienspielen im Doppelzweier hinter der chinesischen Crew. Im Jahr 2011 startete er wieder im Einer bei dem deutschen Weltcup in München und belegte den 22. Platz. Anschließend startete er beim Weltcup in Hamburg wieder mit Vyacheslav Didrih im Doppelzweier. Am Ende belegten die beiden den neunten Platz.
Bei den Asienspielen 2014 machte er einen Doppelstart im Doppelzweier und Doppelvierer. Im Doppelzweier mit Yuriy Sukhovlyanskiy belegte er den vierten Platz im B-Finale und damit am Ende den zehnten Platz. Etwas besser lief es im Doppelvierer, wo die beiden unterstützt von Ernazar Khamidullaev und Abubakir Uzakbaev das B-Finale gewinnen konnten und damit den siebten Platz erreichten.

## Internationale Erfolge
- 2004: Hoffnungslauf Olympische Sommerspiele im Leichtgewichts-Doppelzweier
- 2005: 20. Platz Weltmeisterschaften im Leichtgewichts-Doppelzweier
- 2006: Goldmedaille Asienspiele im Doppelzweier
- 2007: 22. Platz Weltmeisterschaften im Doppelzweier
- 2008: 26. Platz Olympische Sommerspiele im Einer
- 2009: 18. Platz Weltmeisterschaften im Doppelzweier
- 2010: Silbermedaille Asienspiele im Doppelzweier
- 2014: 7. Platz Asienspiele im Doppelvierer
- 2014: 10. Platz Asienspiele im Doppelzweier